# Sicalis luteocephala
El chirigüe cabecigualdo (Sicalis luteocephala), también denominado jilguero corona gris o semillero de cabeza amarillenta, es una especie de ave paseriforme de la familia Thraupidae perteneciente al género Sicalis. Es nativo de regiones altoandinas del oeste de América del Sur.

## Distribución y hábitat
Se distribuye desde el oeste de Bolivia (desde Cochabamba), hacia el sur hasta el extremo noroeste de Argentina (hasta Jujuy).
Esta especie es considerada poco común y local en su habitat natural: las laderas arbustivas y quebradas rocosas, mayormente en altitudes entre 2800 y 3500 m.

## Descripción
Mide aproximadamente 14 cm de longitud. El macho tiene la cabeza, el pecho, el abdomen y debajo de la cola de un color amarillo limón, la corona, las alas, el lomo y arriba de la cola son de un color gris-cenizo, la hembra carece de la corona y los otros colores son más opacos.

## Alimentación
Se alimenta principalmente de semillas e insectos aunque a veces incorpora pequeños frutos.

## Sistemática

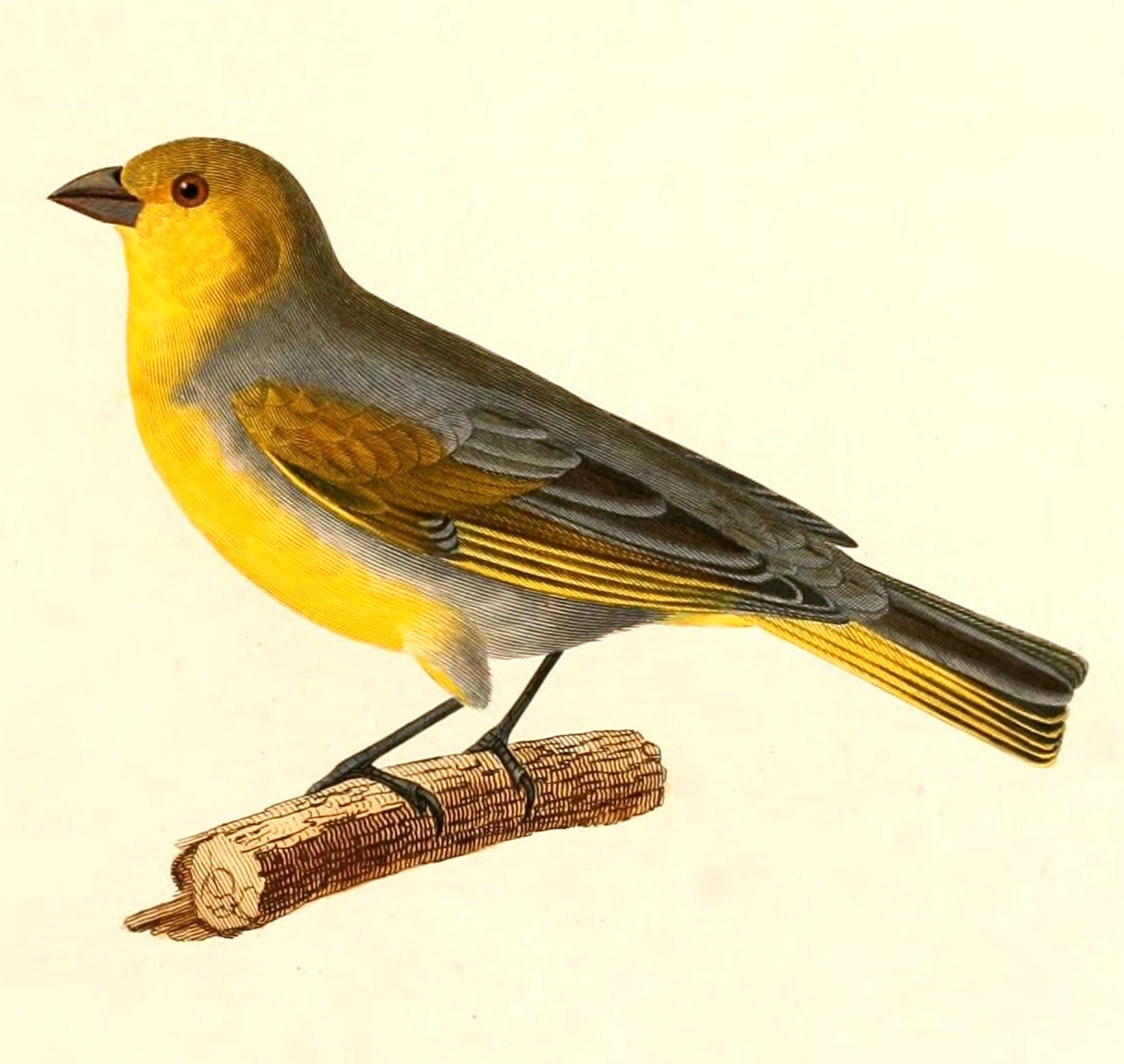
Emberiza luteocephala, ilustración en d'Orbigny Voyage dans l'Amérique méridionale, 1847.

### Descripción original
La especie S. luteocephala fue descrita por primera vez por los ornitólogos franceses Alcide d'Orbigny  y Frédéric de Lafresnaye en 1837 bajo el nombre científico Emberiza luteo-cephala; su localidad tipo es: «Chuquisaca, error, enmendado para Totora, Cochabamba, Bolivia».

### Etimología
El nombre genérico femenino Sicalis proviene del griego «sikalis, sukalis o sukallis»: pequeño pájaro de cabeza negra, mencionado por Epicarmo, Aristóteles y otros, no identificado, probablemente un tipo de curruca Sylvia; y el nombre de la especie «luteocephala» se compone de las palabras del latín  «luteus»: amarillo azafrán, y «kephalos»: de cabeza.

### Taxonomía
Es monotípica. Los datos presentados por los amplios estudios filogenéticos recientes demostraron que la presente especie es hermana de Sicalis lebruni.